# Кан Кён Хо
Кан Кён Хо (кор. 강경호; род. 9 сентября 1987, Пусан) — южнокорейский боец смешанного стиля, представитель легчайшей и полулёгкой весовых категорий. Выступает на профессиональном уровне начиная с 2007 года, известен по участию в турнирах таких бойцовских организаций как UFC, Road FC, Deep, World Victory Road, Spirit MC и др. Владел титулом чемпиона Road FC в легчайшем весе, был претендентом на титул чемпиона Spirit MC.

## Биография
Кан Кён Хо родился 9 сентября 1987 года в Пусане. К активным тренировкам приступил в 2006 году, записавшись в секцию джиу-джитсу. Изначально не планировал делать карьеру спортсмена, однако тренер настоял на его участии в любительских соревнованиях, впоследствии он получил синий пояс по бразильскому джиу-джитсу, завоевал несколько трофеев в этом направлении единоборств.
До того как стать профессиональным бойцом ММА был студентом, учился в колледже на отделении физического воспитания и физиологии. Большое влияние на него оказал соотечественник Ким Дон Хён, считающийся одним из первопроходцев корейских смешанных единоборств.

### Начало профессиональной карьеры
Дебютировал в смешанных единоборствах на профессиональном уровне в апреле 2007 года, выиграв у своего соперника единогласным решением судей. Первое время дрался в небольшом корейском промоушене Spirit MC: одержал здесь три победы, был претендентом на титул чемпиона в полусредней весовой категории, но титульный бой проиграл.
В 2009 году спустился в полулёгкий вес, победил китайца Нин Гуанъю на турнире AOW в Китае и проиграл японцу Ацуси Ямамото на турнире Deep в Японии. В дальнейшем выступал в разных других азиатских промоушенах, в частности на турнире World Victory Road встречался с японским бойцом Сигэки Осавой, но уступил ему по очкам.

### Road Fighting Championship
Когда в 2010 году в Корее появилась собственная крупная организация Road Fighting Championship, Кан сразу же присоединился к ней и выступил уже на втором её турнире, где, тем не менее, потерпел поражение. Дальнейшая его судьба всё же сложилась более удачно, он перешёл в легчайший вес, провёл несколько успешных поединков и в 2012 году принял участие в турнире-восьмёрке на выбывание. Благополучно преодолел стадии четвертьфиналов и полуфиналов, после чего в финале так же одержал победу, став первым чемпионом Road FC в легчайшей весовой категории.

### Ultimate Fighting Championship
Имея в послужном списке 11 побед и 6 поражений, Кан привлёк к себе внимание крупнейшей бойцовской организации мира Ultimate Fighting Championship и в июле 2012 года подписал с ней долгосрочный контракт, отказавшись от своего титула чемпиона Road FC.
Дебют корейского бойца в UFC долгое время откладывался из-за травмы и состоялся в итоге только в марте 2013 года, когда он вышел в октагон против американца Алекса Касереса. Кан проиграл этот бой раздельным решением судей, но через какое-то время Касереса уличили в употреблении марихуаны, и результат их поединка был отменён. Летом того же года Кан Кён Хо вышел в клетку против другого американца Чико Камуса и так же проиграл по очкам, на сей раз единогласным решением.
Несмотря на неудачное начало, в 2014 году Кан всё же выправил свою статистику, взяв верх над японцами Сюнъити Симидзу и Митинори Танакой, причём во втором случае удостоился награды за лучший бой вечера.

## Статистика в профессиональном ММА
| Боёв 31          | Побед 19 | Поражений 11 |
| ---------------- | -------- | ------------ |
| Нокаутом         | 2        | 1            |
| Сдачей           | 12       | 1            |
| Решением         | 5        | 8            |
| Дисквалификацией | 0        | 1            |
| Не состоявшихся  | 1        | 1            |

| Результат    | Рекорд    | Соперник          | Способ                             | Турнир                                                       | Дата             | Раунд | Время | Место                  | Примечание |
| ------------ | --------- | ----------------- | ---------------------------------- | ------------------------------------------------------------ | ---------------- | ----- | ----- | ---------------------- | --- |
| Поражение    | 19-11 (1) | Муин Гафуров      | Единогласное решение               | UFC on ABC: Уиттакер vs. Алискеров                           | 22 июня 2024     | 3     | 5:00  | Эр-Рияд, Абу-Даби      | |
| Поражение    | 19-10 (1) | Джон Кастанеда    | Единогласное решение               | UFC 295                                                      | 11 ноября 2023   | 3     | 5:00  | Нью-Йорк, США          | |
| Победа       | 19-9 (1)  | Кристиан Куинонес | Сдача (удушение сзади)             | UFC on ESPN: Веттори vs. Каннонье                            | 17 июня 2023     | 1     | 2:25  | Лас-Вегас, Невада, США | |
| Победа       | 18-9 (1)  | Данаа Батгерел    | Единогласное решение               | UFC 275                                                      | 12 июня 2022     | 3     | 5:00  | Каланг, Сингапур       | |
| Поражение    | 17-9 (1)  | Рани Яхья         | Единогласное решение               | UFC Fight Night: Виейра vs. Тейт                             | 21 ноября 2021   | 3     | 5:00  | Лас-Вегас, США         | |
| Победа       | 17-8 (1)  | Лю Пинюань        | Раздельное решение                 | UFC Fight Night: Edgar vs. Korean Zombie                     | 21 декабря 2019  | 3     | 5:00  | Пусан, Южная Корея     | |
| Победа       | 16-8 (1)  | Брэндон Дэвис     | Раздельное решение                 | UFC 241                                                      | 17 августа 2019  | 3     | 5:00  | Анахайм, США           | |
| Победа       | 15-8 (1)  | Тэруто Исихара    | Техническая сдача (удушение сзади) | UFC 234                                                      | 10 февраля 2019  | 1     | 3:59  | Мельбурн, Австралия    | |
| Поражение    | 14-8 (1)  | Рикардо Рамос     | Раздельное решение                 | UFC 227                                                      | 4 августа 2018   | 3     | 5:00  | Лос-Анджелес, США      | |
| Победа       | 14-7 (1)  | Гвидо Каннетти    | Сдача (треугольник)                | UFC Fight Night: Stephens vs. Choi                           | 14 января 2018   | 1     | 4:53  | Сент-Луис, США         | |
| Победа       | 13-7 (1)  | Митинори Танака   | Раздельное решение                 | UFC Fight Night: Hunt vs. Nelson                             | 20 сентября 2014 | 3     | 5:00  | Сайтама, Япония        | Лучший бой вечера.                                                                                              |
| Победа       | 12-7 (1)  | Сюнъити Симидзу   | Сдача (треугольник руками)         | UFC Fight Night: Saffiedine vs. Lim                          | 4 января 2014    | 3     | 3:53  | Марина-Бэй, Сингапур   | |
| Поражение    | 11-7 (1)  | Чико Камус        | Единогласное решение               | UFC 164                                                      | 31 августа 2013  | 3     | 5:00  | Милуоки, США           | |
| Не состоялся | 11-6 (1)  | Алекс Касерес     | NC (допинг)                        | UFC on Fuel TV: Silva vs. Stann                              | 3 марта 2013     | 3     | 5:00  | Сайтама, Япония        | Кан проиграл раздельным решением, но позже результат боя был отменён, так как Касерес провалил допинг-тест.     |
| Победа       | 11-6      | Эндрю Леоне       | Сдача (удушение сзади)             | Road FC 8: Bitter Rivals                                     | 16 июня 2012     | 2     | 1:19  | Вонджу, Южная Корея    | Четвертьфинал турнира Road FC 2012 в легчайшем весе; выиграл введённый титул чемпиона Road FC в легчайшем весе. |
| Победа       | 10-6      | Мун Дже Хун       | Сдача (удушение сзади)             | Road FC 8: Bitter Rivals                                     | 16 июня 2012     | 2     | 4:27  | Вонджу, Южная Корея    | Полуфинал турнира Road FC 2012 в легчайшем весе.                                                                |
| Победа       | 9-6       | Сёко Сато         | Сдача (рычаг локтя)                | Road FC 7: Recharged                                         | 24 марта 2012    | 2     | 2:38  | Сеул, Южная Корея      | Четвертьфинал турнира Road FC 2012 в легчайшем весе.                                                            |
| Поражение    | 8-6       | Эндрю Леоне       | Техническое решение                | Road FC 6: The Final Four                                    | 5 февраля 2012   | 3     | 5:00  | Сеул, Южная Корея      | Кан провалил взвешивание и был лишён по одному очку за каждый раунд.                                            |
| Победа       | 8-5       | Сон Мин Джун      | Сдача (рычаг локтя)                | Road FC 5: Night of Champions                                | 3 декабря 2011   | 1     | 4:55  | Сеул, Южная Корея      | |
| Победа       | 7-5       | Ли Кил Ву         | TKO (остановлен секундантом)       | Road FC 3: Explosion                                         | 24 июля 2011     | 1     | 0:52  | Сеул, Южная Корея      | Дебют в легчайшем весе.                                                                                         |
| Поражение    | 6-5       | Квон Бэ Ён        | Сдача (треугольник)                | Road FC 2: Alive                                             | 16 апреля 2011   | 1     | 4:05  | Сеул, Южная Корея      | |
| Победа       | 6-4       | Кадзутоси Фудзита | Сдача (удушение сзади)             | Grachan 5                                                    | 7 ноября 2010    | 1     | 2:10  | Токио, Япония          | |
| Поражение    | 5-4       | Мунэхиро Кин      | DQ (запрещённый удар)              | Gladiator 11: G-1                                            | 9 октября 2010   | 1     | 4:56  | Токио, Япония          | |
| Победа       | 5-3       | Макото Камая      | Сдача (удушение сзади)             | KOF: The Beginning of Legend                                 | 24 апреля 2010   | 3     | 4:19  | Чинджу, Южная Корея    | |
| Поражение    | 4-3       | Сигэки Осава      | Единогласное решение               | World Victory Road Presents: Sengoku Raiden Championships 12 | 7 марта 2010     | 3     | 5:00  | Токио, Япония          | |
| Поражение    | 4-2       | Ацуси Ямамото     | Единогласное решение               | Deep: Fan Thanksgiving Festival 2                            | 10 ноября 2009   | 2     | 5:00  | Токио, Япония          | |
| Победа       | 4-1       | Нин Гуанъю        | Сдача (треугольник)                | AOW 13: Rising Force                                         | 18 июля 2009     | 1     | 7:34  | Пекин, Китай           | Дебют в полулёгком весе.                                                                                        |
| Победа       | 3-1       | Ким Нам Сун       | TKO (остановлен врачом)            | Spirit MC 17: All In                                         | 29 июня 2008     | 1     | 4:08  | Сеул, Южная Корея      | |
| Поражение    | 2-1       | Ли Кван Хи        | KO (соккер-кики)                   | Spirit MC 14: Karma                                          | 14 октября 2007  | 1     | 2:45  | Сеул, Южная Корея      | Бой за титул чемпиона Spirit MC в полусреднем весе (70 кг).                                                     |
| Победа       | 2-0       | Дук Ён Ян         | Сдача (треугольник)                | Spirit MC 13: Heavyweight GP Final                           | 14 октября 2007  | 1     | 2:45  | Сеул, Южная Корея      | |
| Победа       | 1-0       | Со Дже Хён        | Единогласное решение               | Spirit MC 11: Invasion                                       | 22 апреля 2007   | 2     | 5:00  | Сеул, Южная Корея      | |